# Грей, Аласдер
Аласдер Грей (англ. Alasdair Gray; 28 декабря 1934, Глазго — 29 декабря 2019, там же) — шотландский писатель и художник. Литературные произведения Грея сочетают в себе элементы реализма, фэнтези и научной фантастики; для них характерно особое концептуальное оформление и использование иллюстраций самого автора. Его роман «Ланарк», создававшийся на протяжении двадцати пяти лет и впервые опубликованный в 1981 году, газета The Guardian назвала «одной из вех в беллетристике XX столетия». Другой роман Грея — «Бедные-несчастные» (1992) — был отмечен наградами Whitbread Novel Award и Guardian Fiction Prize.
Всего Грей написал свыше восьми романов, несколько сборников рассказов, две книги стихов и множество пьес. Придерживаясь идей шотландского национализма и республиканских взглядов, в своём творчестве выступал в поддержку социализма и независимости Шотландии.
Грей является автором множества картин и фресок. Одна из его фресок размещена в ресторане Ubiquitous Chip (Вест-Энд, Глазго), другая — занимает потолок аудиториума в здании церкви, переоборудованном в ресторан Òran Mór на улице Байрс Роуд в Глазго (это произведение является одним из самых больших по размеру в Шотландии).
Писатель Уилл Селф называет Аласдера Грея «творческим эрудитом со всесторонним политико-философским видением» и «великим писателем, возможно величайшим из живущих сегодня на этом архипелаге». Себя Грей называл «толстым, очкастым, лысеющим, неуклонно-стареющим пешеходом из Глазго».

## Биография
Аласдер Грей родился 28 декабря 1934 года в районе Риддри на северо-востоке Глазго. Его отец, получивший ранение во время Первой мировой войны, работал на фабрике. Мать работала в магазине. Во время Второй мировой войны Грея эвакуировали в округ Пертшир в центральной Шотландии, а затем в округ Ланаркшир. Опыт, который Грей при этом пережил, позже отразился в его литературных произведениях. Семья обитала в муниципальном доме (форма общественного или социального жилья). Образование, полученное будущим писателем, было комбинацией государственного обучения (средняя школа «Уайтхилл» в пригороде Глазго), посещения публичных библиотек, и ознакомления с общественно-правовым вещанием: «тип образования, который Британское правительство сейчас считает бесполезным, особенно для детей британского рабочего класса», как позже замечал Грей. С 1952 по 1957 год учился в «Школе Искусств Глазго» и преподавал здесь же с 1958 по 1962 год. Он был студентом, когда начал писать то, что позже стало романом «Ланарк».
После выпуска из университета работал как портретист и пейзажист, а также как независимый писатель и художник. Его первые пьесы вещались на радио и телевидении в 1968 году. С 1972 по 1974 год принимал участие в писательской группе, которую организовал Филипп Хобсбаум (англ. Philip Hobsbaum). Здесь писатель повстречался с Джеймсом Келманом, Лиз Локхед (англ. Liz Lochhead), Томом Леонардом (англ. Tom Leonard), Aonghas MacNeacail и Джеффом Торрингтоном.
С 1977 по 1979 год был «Писателем в резиденции» университета Глазго. В 2001 году, совместно с Томом Леонардом и Джеймсом Келманом, стал преподавателем творческого письма (англ. Creative Writing programme) в двух образовательных учреждениях города Глазго — университетах Глазго и Стрэтклайд.
В 2001 году «Ассоциация шотландских националистов университета Глазго» представила Грея кандидатом на пост ректора Университета Глазго. Но его конкурент на пост, Грег Хемфилл (англ. Greg Hemphill), с небольшим перевесом одержал над ним победу.
Был дважды женат. Первый раз на Инге Соренсон (англ. Inge Sorenson) — с 1961 по 1970 год. Второй раз на Мораг МакАлпин (англ. Morag McAlpine) — с 1991 года до конца жизни. У него был сын, Эндрю, который родился в 1964 году.

## Политические взгляды
Грей — шотландский гражданский (или либеральный) националист и республиканец. В своей книге «Почему Шотландией должны править шотландцы» (1992) он замечает: «Название этой книги может прозвучать угрожающе для тех, кто живёт в Шотландии, но родился и обучался в другом месте, так что уж лучше я объясню, что под словом „шотландцы“ я имею в виду каждого в Шотландии, кто может участвовать в голосовании».
Ранее Грей поддерживал Шотландскую национальную (англ. Scottish National Party) и Шотландскую социалистическую (англ. Scottish Socialist Party) партии. Однако в 2010 году, когда в Великобритании проходили всеобщие выборы, он поддержал местную кандидатку от Шотландской либерально-демократической партии (англ. Scottish Liberal Democrat) по имени Кэти Гордон (англ. Katy Gordon).
На одном из камней с памятными цитатами на Кэнонгейтской стене (Canongate Wall) здания шотландского Парламента была выгравирована фраза Аласдера Грея: «Работай так, будто живёшь в первые дни нации, что стала лучше» (англ. Work as if you live in the early days of a better nation), которую он поместил на обложку своего романа в 1984 году.
Как заметил шотландский историк и политик Кристофер Харви, эта фраза стала лозунгом шотландского сопротивления Тэтчеризму.

## Художественные произведения

### Романы
- Ланарк[англ.] (англ. Lanark) — 1981 год (роман переведён на русский)
- 1982, Жанин[англ.] (англ. 1982, Janine) — 1984 год (роман переведён на русский)
- Падение Кельвина Уолкера: басня шестидесятых[англ.] (англ. The Fall of Kelvin Walker: A Fable of the Sixties) — 1985 год
- Нечто кожаное[англ.] (англ. Something Leather) — 1990 год
- МакГротти и Людмила (англ. McGrotty and Ludmilla) — 1990 год
- Бедные-несчастные (англ. Poor Things) — 1992 год (роман переведён на русский)
- Творец истории[англ.] (англ. A History Maker) — 1994 год
- Мэйвис Белфрэйдж (англ. Mavis Belfrage) — 1996 год
- Влюблённый старик[англ.] (англ. Old Men In Love) — 2007 год

### Рассказы
- Из истории одного мира (англ. Unlikely Stories, Mostly) — 1983 год, (рассказы переведены на русский)
- Тощие истории[англ.] (англ. Lean Tales) — 1985 год, (в соавторстве с Джеймсом Келманом и Агнес Оуэнс (англ. Agnes Owens))
- Десять высоких и правильных историй (англ. Ten Tales Tall & True) — 1993 год
- Мэйвис Белфрэйдж (англ. Mavis Belfrage) — 1996 год
- Концы наших привязей: 13 грустных историй (англ. The Ends of Our Tethers: 13 Sorry Stories) — 2003 год

### Поэзия
- Старые негативы (англ. Old Negatives) — 1989 год
- Шестнадцать случайных стихов (англ. Sixteen Occasional Poems) — 2000 год

## В качестве иллюстратора
- Песни Шотландии (англ. Songs of Scotland); (Автор — Вильма Паттерсон (англ. Wilma Patterson) — 1996 год
- Писатель сам создавал иллюстрации к своим книгам.

## Драматургия (неполный список)

### В театре
- Диалог — дуэт (англ. Dialogue — A Duet) — 1971 год
- Утрата золотого безмолвия[англ.] (англ. The Loss Of The Golden Silence) — 1973 год
- Привязаный к дому — трио для шовинисток (англ. Homeward Bound — A Trio for Female Chauvinists) — 1973 год
- Сэм Лэнг и Мисс Уотсон — одноактовая сексуальная комедия в четырёх сценах (англ. Sam Lang and Miss Watson — A One Act Sexual Comedy In Four Scenes) — 1973 год
- МакГротти и Людмила (англ. McGrotty and Ludmilla) — 1986 год
- Рабочие ноги: пьеса для тех, у кого их нет (англ. Working Legs: A Play for Those Without Them) — 1997 год
- Прощай, Джимми (англ. Goodbye Jimmy) — 2006 год
- Пятнышко (англ. Fleck) — 2008 год
- Сборник пьес Грея (англ. A Gray Play Book) — 2009 год

### На телевидении
- Диалог — дуэт (англ. Dialogue — A Duet) — 1972 год
- Сегодня и вчера[англ.] (англ. Today and Yesterday)
- Мартин[англ.] (англ. Martin) — 1972 год

### На радио
- Диалог — дуэт (англ. Dialogue — A Duet)
- Утрата золотого безмолвия[англ.] (англ. The Loss Of The Golden Silence) — 1973 год

### Другие произведения
- Почему Шотландией должны править Шотландцы (англ. Why Scots Should Rule Scotland) — 1992 год; Исправленное издание — 1997 год.
- Книга предисловий[англ.] (англ. The Book of Prefaces) — 2000 год
- Как нам нужно собой управлять (англ. How We Should Rule Ourselves) — 2005 год
- Жизнь в картинках (англ. A Life in Pictures) — 2010 год